# The Rolling Stones 2nd American Tour 1965
Il 2nd American Tour 1965 è stata una tournée dei Rolling Stones svoltasi negli Stati Uniti d'America e in Canada, dal 29 ottobre al dicembre 1965. Il tour era in supporto al nuovo album Out of Our Heads.

## Formazione
The Rolling Stones
- Mick Jagger – voce solista, armonica, percussioni
- Keith Richards – chitarra, cori
- Brian Jones – chitarra, armonica, organo, cori, percussioni
- Bill Wyman – basso, cori
- Charlie Watts – batteria

## Scaletta
1. She Said Yeah
2. Hitch Hike
3. Heart of Stone
4. Paint It Black
5. Mercy, Mercy
6. That's How Strong My Love Is
7. Play with Fire
8. The Last Time
9. Good Times
10. Oh Baby
11. Get Off of My Cloud
12. I'm Moving On
13. (I Can't Get No) Satisfaction

## Date

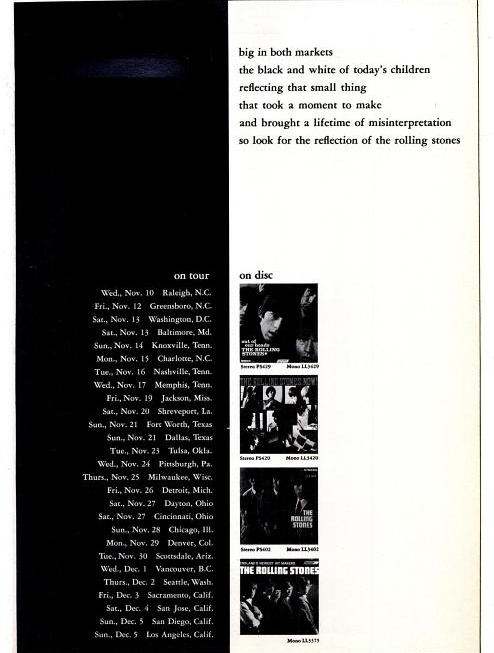
Pagina di Billboard dell'epoca che sponsorizza il tour

| Data                    | Città       | Nazione     | Luogo                                         |
| ----------------------- | ----------- | ----------- | --------------------------------------------- |
| 29 ottobre 1965         | Montreal    | Canada      | Montreal Forum                                |
| 30 ottobre 1965         | Ithaca      | Stati Uniti | Barton Hall, Cornell University               |
| 30 ottobre 1965         | Syracuse    | Stati Uniti | War Memorial Hall                             |
| 31 ottobre 1965         | Toronto     | Canada      | Maple Leaf Gardens                            |
| 1º novembre 1965        | Rochester   | Stati Uniti | Rochester Community War Memorial              |
| 3 novembre 1965         | Providence  | Stati Uniti | Rhode Island Auditorium                       |
| 4 novembre 1965 2 show  | New Haven   | Stati Uniti | New Haven Arena                               |
| 5 novembre 1965         | Boston      | Stati Uniti | Boston Garden                                 |
| 6 novembre 1965         | New York    | Stati Uniti | Academy of Music                              |
| 6 novembre 1965         | Filadelfia  | Stati Uniti | Philadelphia Convention Hall and Civic Center |
| 7 novembre 1965 2 show  | Newark      | Stati Uniti | Newark Symphony Hall                          |
| 10 novembre 1965        | Raleigh     | Stati Uniti | Reynolds Coliseum                             |
| 12 novembre 1965        | Greensboro  | Stati Uniti | Greensboro Coliseum                           |
| 13 novembre 1965        | Washington  | Stati Uniti | Washington Coliseum                           |
| 13 novembre 1965        | Baltimora   | Stati Uniti | Baltimore Civic Center                        |
| 14 novembre 1965        | Knoxville   | Stati Uniti | Knoxville Civic Coliseum                      |
| 15 novembre 1965        | Charlotte   | Stati Uniti | Charlotte Coliseum                            |
| 16 novembre 1965        | Nashville   | Stati Uniti | Nashville Municipal Auditorium                |
| 17 novembre 1965        | Memphis     | Stati Uniti | Mid-South Coliseum                            |
| 20 novembre 1965        | Shreveport  | Stati Uniti | Hirsch Coliseum, State Fair Grounds           |
| 21 novembre 1965        | Fort Worth  | Stati Uniti | Will Rogers Memorial Center                   |
| 23 novembre 1965        | Tulsa       | Stati Uniti | Assembly Center                               |
| 24 novembre 1965        | Pittsburgh  | Stati Uniti | Civic Arena                                   |
| 25 novembre 1965        | Milwaukee   | Stati Uniti | Milwaukee Arena                               |
| 26 novembre 1965        | Detroit     | Stati Uniti | Cobo Hall                                     |
| 27 novembre 1965        | Dayton      | Stati Uniti | Hara Arena                                    |
| 27 novembre 1965        | Cincinnati  | Stati Uniti | Cincinnati Gardens                            |
| 28 novembre 1965 2 show | Chicago     | Stati Uniti | Arie Crown Theater, McCormick Place           |
| 29 novembre 1965        | Denver      | Stati Uniti | Denver Coliseum                               |
| 30 novembre 1965        | Phoenix     | Stati Uniti | Arizona Veterans Memorial Coliseum            |
| 1º dicembre 1965        | Vancouver   | Canada      | PNE Agrodome                                  |
| 2 dicembre 1965         | Seattle     | Stati Uniti | Seattle Coliseum                              |
| 3 dicembre 1965 2 show  | Sacramento  | Stati Uniti | Sacramento Convention Center Complex          |
| 4 dicembre 1965 2 show  | San Jose    | Stati Uniti | San Jose Civic Auditorium                     |
| 5 dicembre 1965         | San Diego   | Stati Uniti | Community Concourse, Convention Hall          |
| 5 dicembre 1965         | Los Angeles | Stati Uniti | Los Angeles Memorial Sports Arena             |